# Stříbrník (Ralská pahorkatina)
Stříbrník (510 m n. m.), německy Silberstein, je vrch v okrese Liberec, ležící asi 1 km jihozápadně od Žibřidic, na stejnojmenném katastrálním území, jihovýchodně od Jablonného v Podještědí.

## Popis vrchu

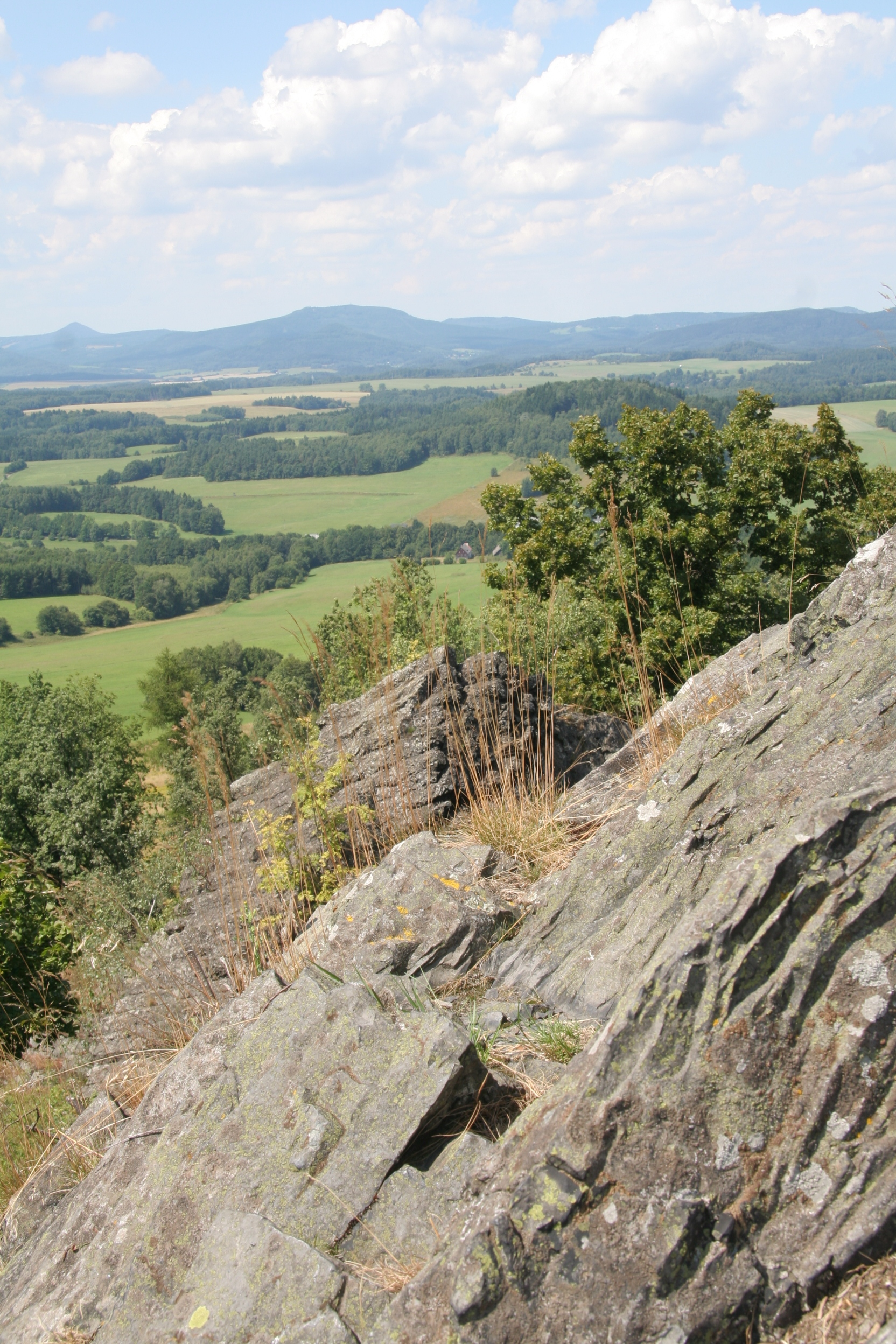
Pohled z vrcholu Stříbrníku směrem na Lužické hory

Je to výrazný neovulkanický suk s vrcholovým skalnatým hřbítkem směru SZ–JV, podmíněným vypreparovanou výplní žíly z olivinického čediče, se skalkami a mrazovými sruby v sloupcovitě odlučné hornině, vytvářející ve svém průřezu neobvyklé nepravidelné mnohohrany (tři morfologicky výrazné, samostatně vzniklé a vůči sobě paralelně posunuté vrcholy). Jsou zde též tufové aglomerace a kontaktní metamorfózy podložních pískovců a slínovců. Vrch je částečně zalesněný převážně smrkovými porosty, při vrcholu jsou křovinné formace (včetně jednoho jedince tisu červeného). Úpatí je zorněno.
Ze zpřístupněné vrcholové skalky je kruhový rozhled na Ralsko, Ještěd, prakticky celé Lužické hory aj. Pod vrcholovou skálou je chatka.

## Ochrana přírody
Vrcholová partie byla v roce 1968 vyhlášena za přírodní památku Stříbrník, spravovanou od roku 2003 Libereckým krajem. Nachází se zde hnízdiště výra velkého a krkavce velkého.

## Geomorfologické zařazení
Vrch náleží do celku Ralská pahorkatina, podcelku Zákupská pahorkatina, okrsku Podještědská pahorkatina, podokrsku Křižanská pahorkatina a Žibřidické části.

## Přístup
Na vrchol vedou tři cesty. Od severu ze Žibřidic to je zeleně značená turistická stezka vedoucí přes pole a kolem jelení obory, ze západní části obce je to žlutě značená stezka, jdoucí po svahu Pěnkavčího vrchu a dále na vrchol Stříbrníku a poslední nejdelší přístup je od jihu z obce Útěchovice po zelené značce přecházející přes sousední Útěchovický Špičák (500 m).